# Hariksee
Der Hariksee am Niederrhein, zwischen Schwalmtal und Niederkrüchten gelegen, ist ein Naherholungsgebiet der Region mittlerer Niederrhein.
Der Hariksee hat eine Wasserfläche von ca. 20 ha und ein Alter von ca. 8.000 bis 12.000 Jahren. Die heutige Form erhielt der von der Schwalm durchflossene See durch die Austorfungen im 17. Jahrhundert.
Das Ufer des Hariksees besteht aus Bruchwaldzonen und aus von Schwarzerlen bewachsenen Mooren.

## Tourismus
In den 1920er Jahren begann der Harikseetourismus mit einem Strandbad am Ostufer sowie einer Bewirtungseinrichtung für Gäste. Auf dem Gelände des ehemaligen Strandbades befinden sich heute eine Wochenendhaus-Siedlung und eine Minigolfanlage. Das Ufer des Sees ist deswegen zu fast 95 % nicht öffentlich zugänglich.  Weiterhin kann man den See mit ausleihbaren Tretbooten, Ruderbooten, Kajaks und Elektrobooten erkunden. Die Waldwege rund um den See eignen sich für Fahrradtouren; zudem werden Segway Touren angeboten. Zwischen den Anlegestellen Mühlrather Mühle und Insel-Schlösschen verkehrt das Fahrgastschiff Patschel.
Das am südlichen Zufluss gelegene 1891 errichtete sogenannte Insel-Schlösschen brannte im März 2002 bis auf die Grundmauern nieder und wurde bis Ende 2003 neu aufgebaut. Es beherbergt heute wieder ein Ausflugsrestaurant. Pioniere des Hariksee-Tourismus waren wohl Paul Kruff und seine Ehefrau Annemarie. Paul Kruff war auch der erste „Patschelkapitän“. 
Sehenswert ist auch die am nördlichen Abfluss des Sees gelegene Mühlrather Mühle. Die angeblich älteste Wassermühle am Niederrhein von 1447 nutzte den Hariksee einst als Wasserreservoir.
Die Landschaft des Hariksees ist in hervorragenden bildhaften Darstellungen im einzigen „Fischotter-Roman“ der Welt verfasst. Diesen Roman schrieb Heinrich Malzkorn 1949 und nannte seine Hauptfigur „Patschel“. Das Bild der Landschaft von 1949 stimmt mit dem von 2012 jedoch nicht mehr überein. 

## Tiere im Hariksee

### Fische
- Hecht
- Flussbarsch
- Wels
- Karpfen (inkl. Spiegelkarpfen)
- Graskarpfen
- Schleie
- Aal
- Zander
- Regenbogenforelle
- Rotauge
- Rotfeder
- Brassen
- Giebel
- Karausche

### Vögel und Wasservögel
Der Hariksee bietet auch zahlreichen Vogelarten einen Lebensraum. Besonders häufig anzutreffen sind:
- Blässhühner (z. B. auf dem Hariksee bei Niederkrüchten beobachtet)
- Schwäne

Darüber hinaus kann man mit etwas Glück auch andere Wasservögel wie Enten und Reiher beobachten.

### Tiere am Ufer und in der Umgebung
Am Hariksee gibt es auch einige domestizierte Tiere, die besonders bei Familien beliebt sind. Dazu gehören Ziegen, Schafe, Ponys (im Sommer auf der Weide) sowie frei laufende Hühner. 

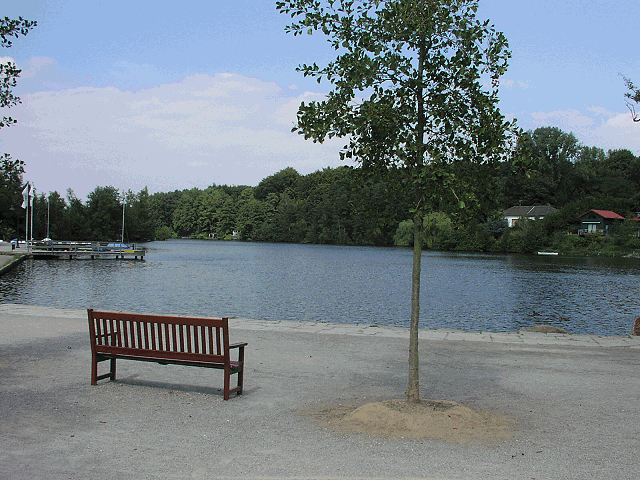
Ansicht des Hariksees (2003)
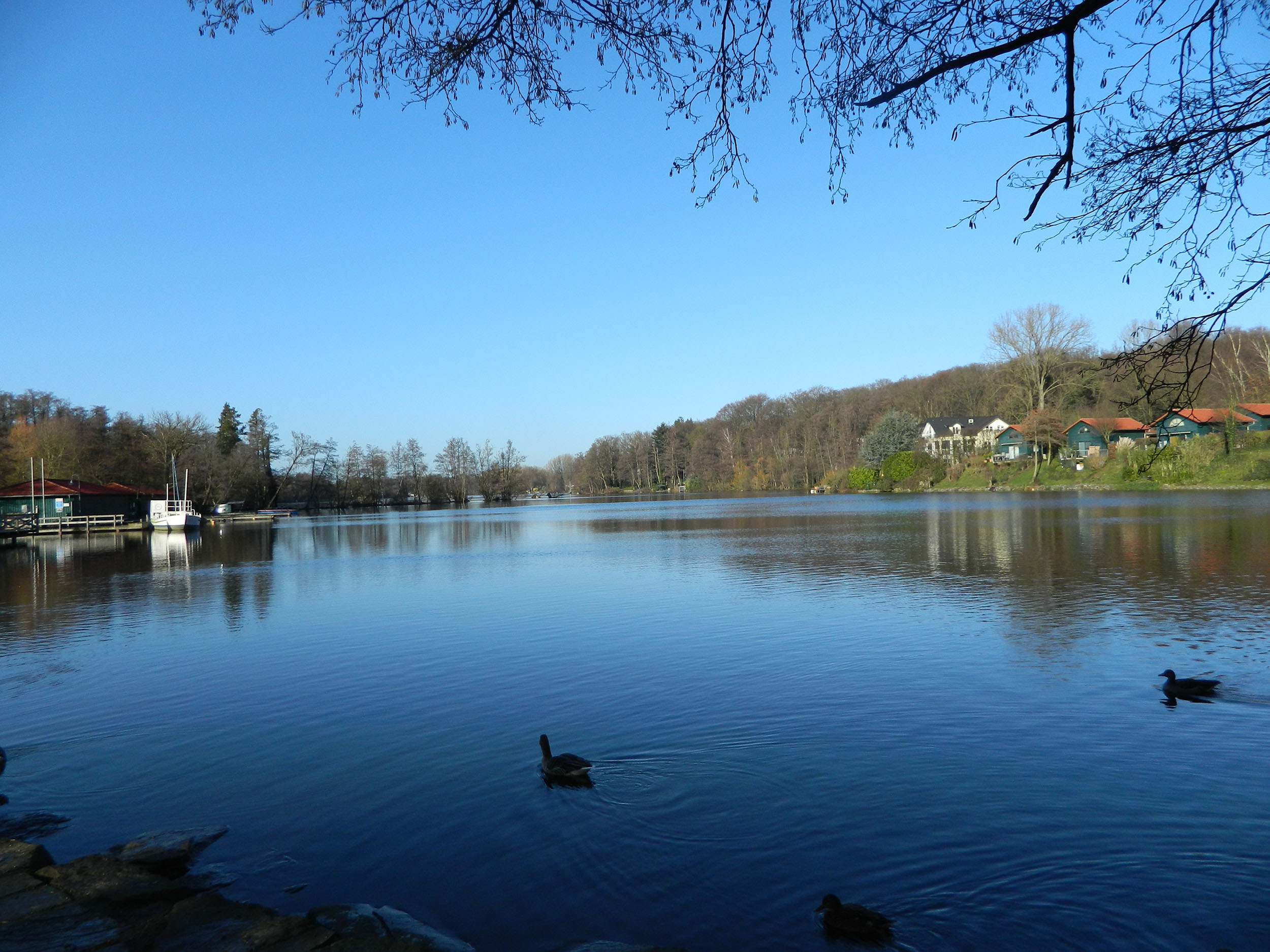
Südufer des Hariksee (Januar 2016)
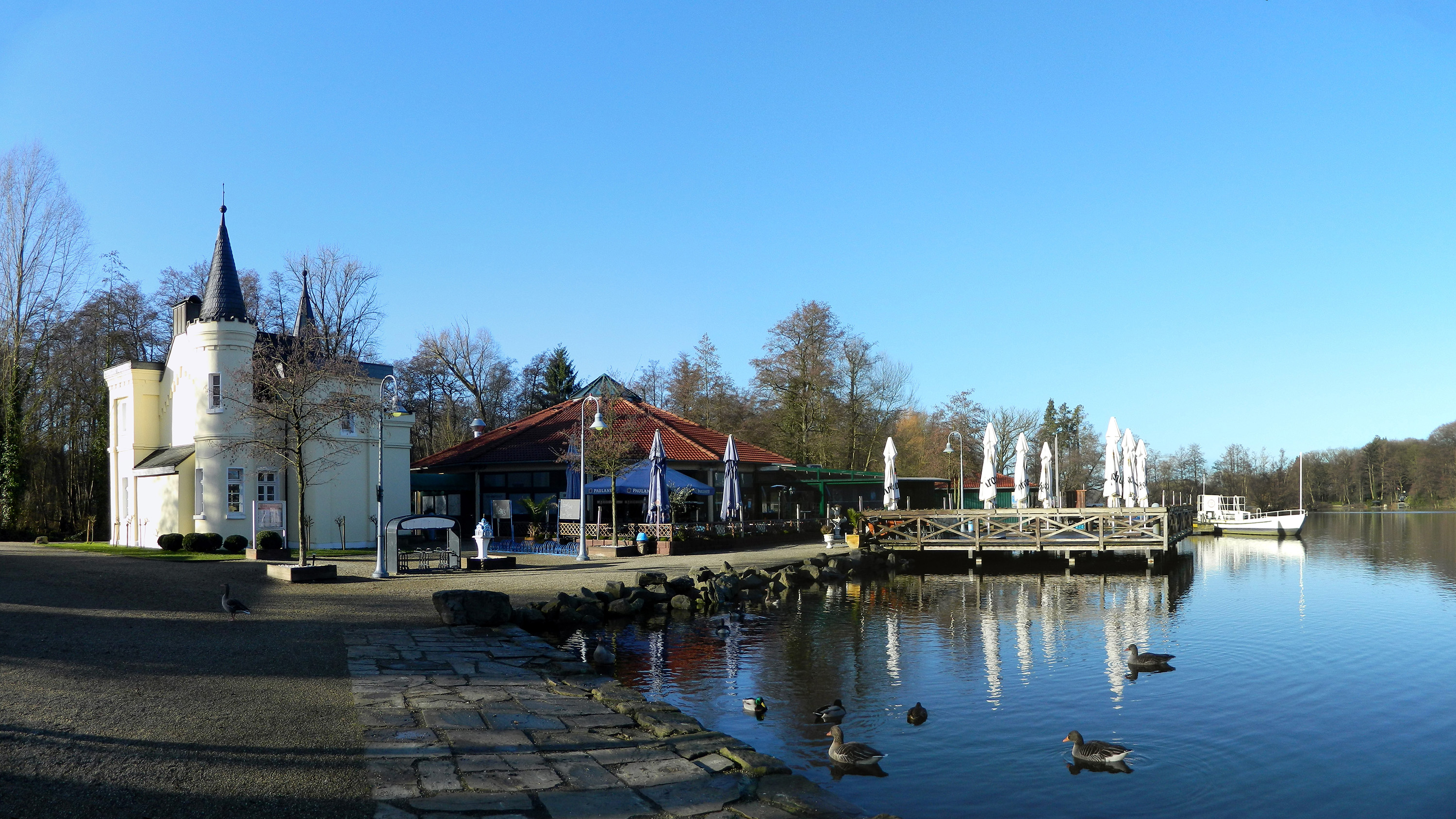
Inselschlösschen und Ausflugslokal 2016
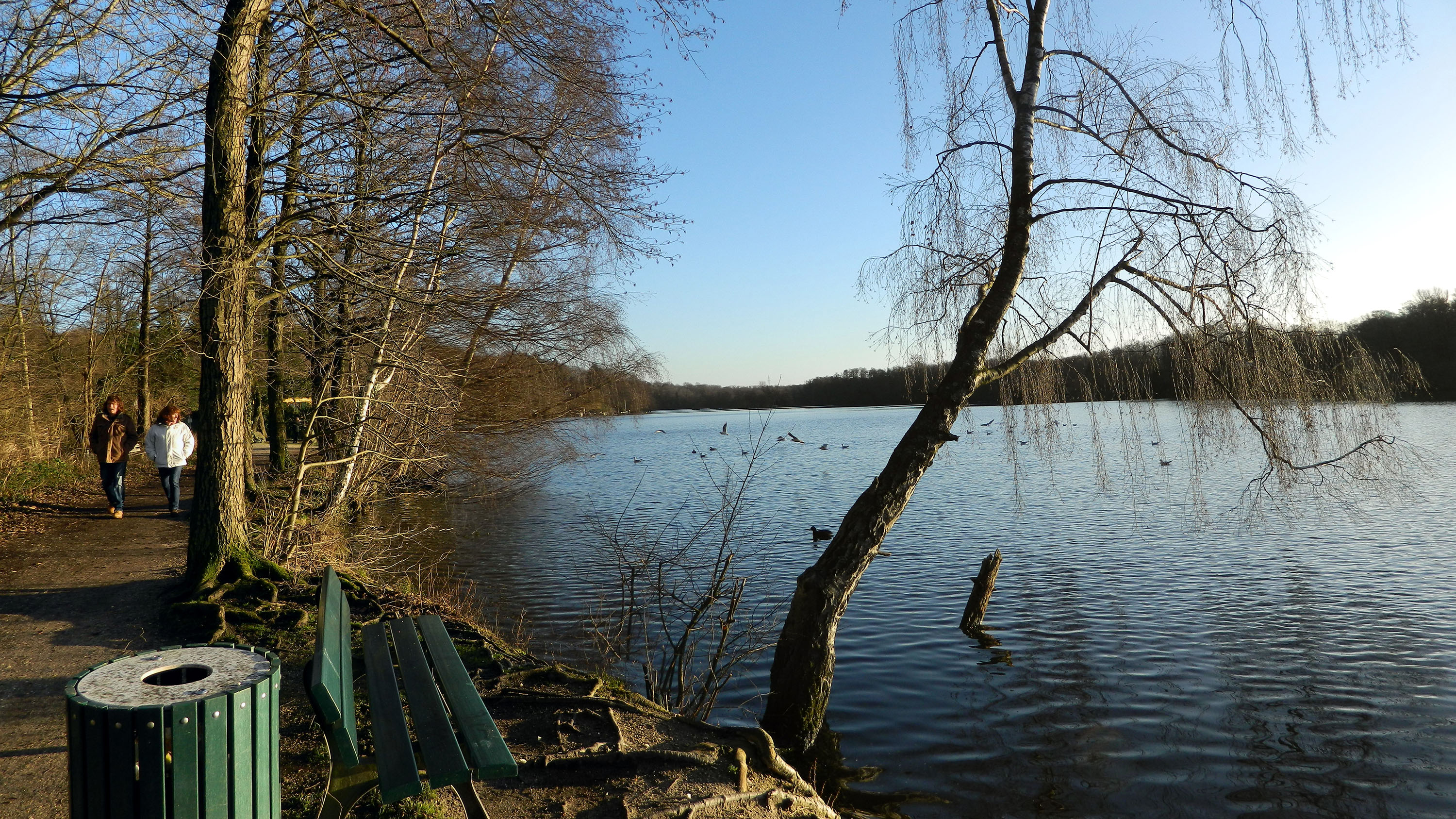
Nordufer des Hariksee. Unweit der Mühlrather Mühle.
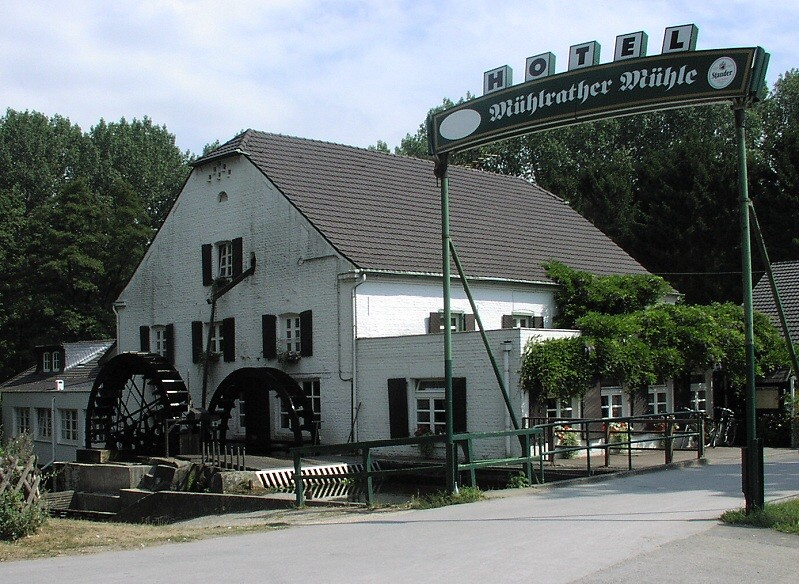
Mühlrather Mühle im August 2003
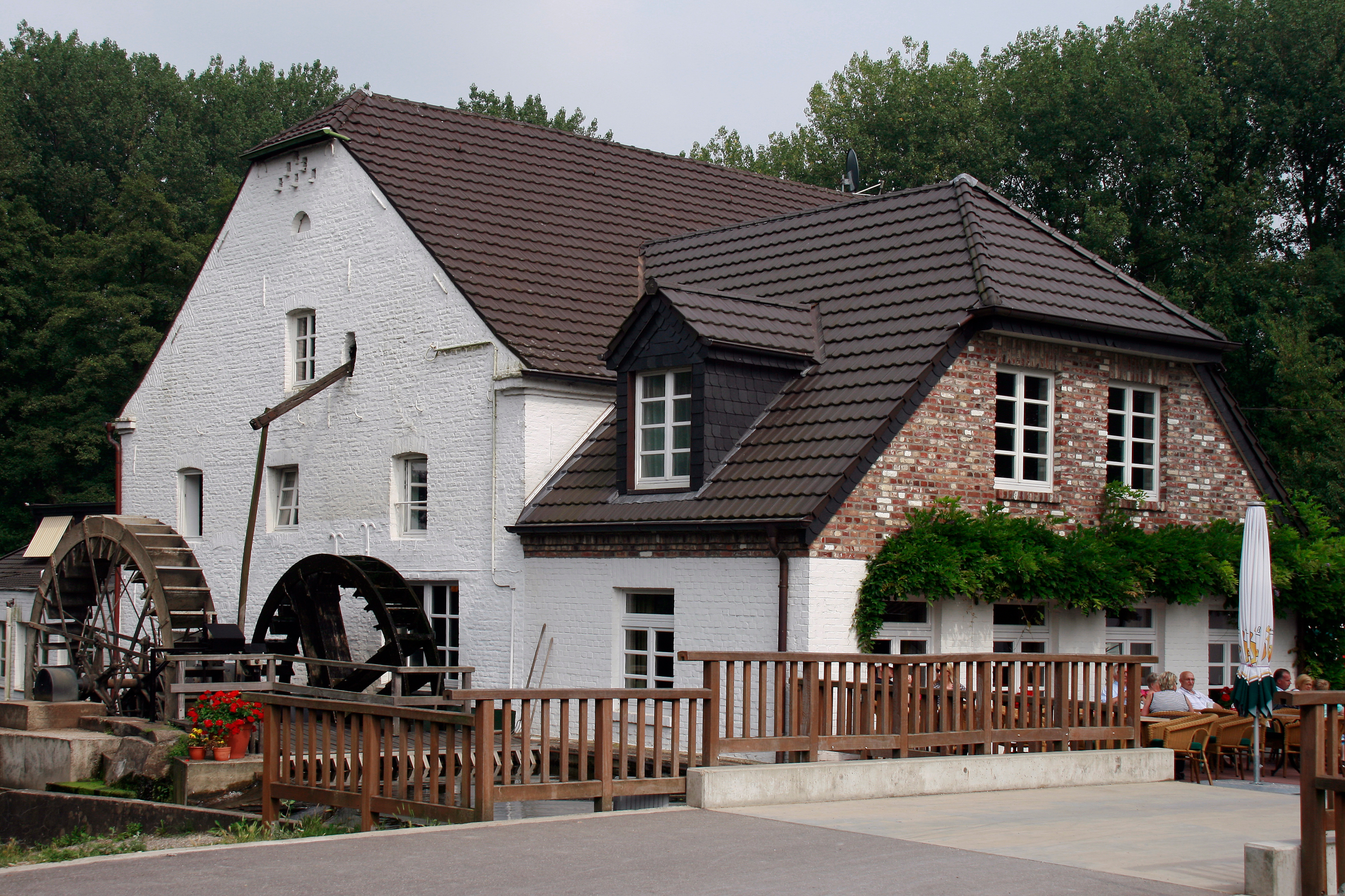
Mühlrather Mühle im August 2009 nach Umbau